# Dasyatis akajei
Espèce
Statut de conservation UICN

 NT  : Quasi menacé
Dasyatis akajei est une espèce de raies.